# اميد جهانبخش
اميد جهانبخش (2 مارس 1994 بطهران في إيران - ) هو لاعب كرة قدم إيراني في مركز الهجوم.

## روابط خارجية
- اميد جهانبخش على موقع قاعدة بيانات كرة القدم.إي يو (الإنجليزية)
- اميد جهانبخش على موقع Soccerway.com (الإنجليزية)